# Monika Stanisławska-Pitoń
Monika Agata Stanisławska-Pitoń z domu Stanisławska (ur. 15 grudnia 1975 prawdopodobnie w Łodzi) – polska artystka, rysowniczka, malarka, fotografka i tkaczka, prezes Okręgu Zakopiańskiego Związku Polskich Artystów Plastyków (2019–2023), od 2023 wiceprezes.

## Życiorys
Artystka pochodzi z Łodzi, gdzie ukończyła naukę w XXVI Liceum Ogólnokształcącym. Następnie studiowała przez pół roku architekturę na Politechnice Łódzkiej, ostatecznie jednak kończąc studia licencjackie na Wydziale Tkaniny i Ubioru oraz studia magisterskie na kierunku Wzornictwo, specjalizacja tkanina drukowana na Akademii Sztuk Pięknych im. Władysława Strzemińskiego w Łodzi. Promotorami jej pracy magisterskiej byli: Krystyna Jaguczańska-Śliwińska i Jarosław Chrabąszcz. Podczas studiów, w 1998 zamieszkała w Kościelisku. Współpracuje z organizacjami charytatywnymi – z Fundacją im. Adama Worwy i Stowarzyszeniem Osób Niepełnosprawnych, ich Rodzin i Przyjaciół działającym przy katolickich Szkołach SPSK w Czerwiennem. Jest działaczką Koła Gospodyń Wiejskich w Kościelisku. W latach 2019–2023 prezes Okręgu Zakopiańskiego Związku Polskich Artystów Plastyków, od 2023 wiceprezes.

### Działalność polityczna
W 2023 miała startować w wyborach parlamentarnych z listy Konfederacji jako przedstawicielka Konfederacji Korony Polskiej Grzegorza Brauna, została jednak z niej wykreślona wraz ze swoim mężem.

### Życie prywatne
Jest żoną architekta i działacza politycznego – Sebastiana Pitonia, z którym ma troje dzieci. Mieszkają w Kościelisku.

## Twórczość
Monika Stanisławska-Pitoń jest zarówno malarką, fotografką, jak i twórczynią tkaniny artystycznej. W swojej twórczości inspiruje się malarstwem tradycyjnym, artystami Młodej Polski oraz podhalańskim folklorem – śpiewem, muzyką, tańcem i strojami regionalnymi. Maluje farbami olejnymi, szkicuje tuszem i pastelami, maluje także na szkle oraz wykonuje tkaniny artystyczne. Jest portrecistką – tworzy cykl portretów „Legendarni Podhalanie”, w ramach którego stworzyła obrazy Wojciecha Brzegi, Bartusia Obrochty, Klimka Bachledy, Stanisława Witkiewicza i Witkacego, Mariusza Zaruskiego, Heleny Modrzejewskiej, Józefa „Ujka” Krzeptowskiego i Stanisława Marusarza. Tworzy również portrety polityków i osób publicznych, m.in. Grzegorza Brauna i Marcina Roli. Jest autorką obrazów przestawiających narciarzy, tancerzy i biegaczy.

## Wystawy
- wystawy rysunków studentów, Politechnika Łódzka, Wydział Architektury (1994),
- wystawa konkursowa „Projekt”, Akademia Sztuk Pięknych w Łodzi (1995),
- wystawa malarstwa, grafiki i rysunku, Akademia Sztuk Pięknych w Łodzi (1995–1998),
- pokazy ubiorów, Wydział Tkaniny i Ubioru ASP w Łodzi (1996-1998),
- wystawa pasteli „Niezła sztuka”, Dom Ludowy w Kościelisku (2006),
- wystawa artystek młodego pokolenia „O-twórz się”, Mała Galeria w Żarach (2008),
- wystawa podyplomowa tkanin i obrazów „Flower Power”, Galeria im. Katarzyny Kobro w Łodzi (2009),
- wystawa „Tak się złożyło że jestem i patrzę…”, Galeria Kancelaria w Zakopanem (2009),
- wystawa malarstwa i tkaniny, Gminny Ośrodek Kultury Regionalnej w Kościelisku (2010),
- wystawa artystów z Podhala w Twardoszynie (2010),
- wystawa w ramach 65-lecia jubileuszu Katedry Druku na Tkaninie ASP w Łodzi, Galeria im. Katarzyny Kobro w Łodzi (2011),
- wystawa najlepszych prac dyplomowych ASP, „Rocznik 2011”, Centralne Muzeum Włókiennictwa w Łodzi (2012),
- wystawa malarstwa „Dusza na dłoni”, Dom Ludowy w Bukowinie Tatrzańskiej (2012)[7],
- wernisaż, Galeria „Przy Ruczaju” w Nowym Targu (2014)[16],
- wystawa malarstwa „Malarstwo tradycyjne”, „Galeria Jednego Autora” przy Tatrzańskiej Agencji Rozwoju, Promocji i Kultury w Zakopanem (2014)[17],
- Międzynarodowy Folklor Ziem Górskich (2016)[4],
- Wystawa „Twórcy Podhala”, Poroniańskie Centrum Kultury i Dziedzictwa Podhala w Suchem (2020),
- Wystawa „Artyści Zakopiańscy 2020”, Miejska Galeria Sztuki im. Władysława hrabiego Zamoyskiego w Zakopanem (2020)[18],
- wystawa „Portret kobiety”, Miejsce Aktywności Lokalnej „Samogłoska” w Warszawie (2022)[19][20]
- Majowe Granie w Kościelisku,
- impreza charytatywna „Razem dla Andrzeja Brandstattera”[4].

## Wyróżnienia
- I miejsce w konkursie Reminiscencje (2013)[4],
- I miejsce w konkursie „Quo Vadis?” w Zakopanem (2013)[10],
- statuetka „Halna” (2015) – przyznawana przez Oddział Zakopane ZPAP[21],
- Odznaka honorowa „Zasłużony dla Kultury Polskiej” (2016)[4][22],
- Certyfikat jakości „Marka tatrzańska” kat. III (2023)[23].